# Aleksander Uchnast
Aleksander Antoni Uchnast (ur. 28 stycznia 1849 w Pradłach, zm. 3 stycznia 1939) – uczestnik powstania styczniowego, rewolucjonista współpracujący z Organizacją Spiskowo-Bojową PPS i działaczami ruchu ludowego, nauczyciel szkoły ludowej.

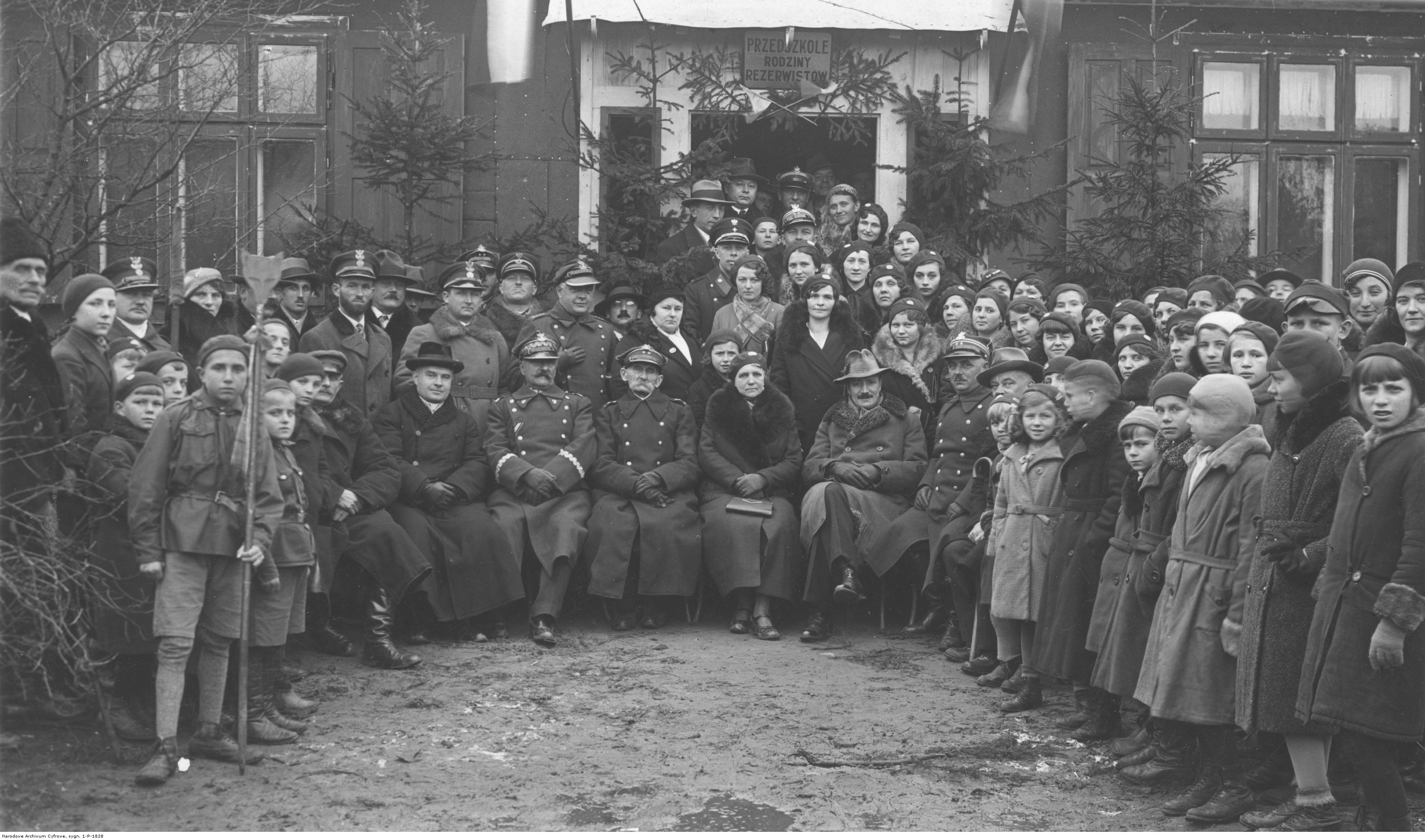
Poświęcenie świetlicy i przedszkola Związku Rezerwistów RP w osadzie Irena k. Dęblina. W pierwszym rzędzie siedzi gen. Bolesław Frej, obok niego Aleksander Uchnast; 1933

Aleksander Uchnast w wieku 14 lat wstąpił do oddziału powstańczego, walcząc w latach 1863-1864 w lasach świętokrzyskich. Brał udział w bitwach pod Ludynią i Opatowem. W tej bitwie został ciężko ranny. Po aresztowaniu przez Rosjan został osadzony w więzieniu w Sandomierzu. Dzięki staraniom rodziny, jako małoletni został zwolniony i odesłany do domu.
W czasie rewolucji 1905 r. rozprowadzał nielegalną „bibułę” oraz współpracował z Organizacją Spiskowo-Bojową PPS. W 1920 r. awansowany do stopnia porucznika. W 1930 r. odznaczony Krzyżem Niepodległości z Mieczami, a w 1938 r., wraz z innymi żyjącymi powstańcami z 1863, Krzyżem Oficerskim Orderu Odrodzenia Polski. Aleksander Uchnast zmarł 3 stycznia 1939 r. i został pochowany na cmentarzu w Busku-Zdroju. W okresie Polski Ludowej jedną z ulic w Busku-Zdroju nazwano jego imieniem.